# Paradigma
Paradigma (do latim tardio paradigma, do grego παράδειγμα, derivado de παραδείκνυμι «mostrar, apresentar, confrontar») é um conceito das ciências e da epistemologia que define um exemplo típico ou modelo de algo. É a representação de um padrão a ser seguido. É um pressuposto filosófico, matriz, ou seja, uma teoria, um conhecimento que origina o estudo de um campo científico; uma realização científica com métodos e valores que são concebidos como modelo; uma referência inicial como base de modelo para estudos e pesquisas.
O conceito originalmente era específico da gramática, em 1900 o Merriam-Webster definia o seu uso apenas nesse contexto, ou da retórica, para se referir a uma parábola ou uma fábula. Em linguística, Ferdinand de Saussure (1857 - 1913), utiliza o termo paradigma para se referir a um tipo específico de relação estrutural entre elementos da linguagem.
Thomas Kuhn (1922-1996), físico célebre por suas contribuições à história e filosofia da ciência, em especial do processo que leva à evolução do desenvolvimento científico, designou como paradigmáticas as realizações científicas que geram modelos que, por períodos mais ou menos longos e de modo mais ou menos explícito, orientam o desenvolvimento posterior das pesquisas exclusivamente na busca da solução para os problemas por elas suscitados.
Em seu livro a Estrutura das Revoluções Científicas (1962) apresenta a concepção de que "um paradigma, é aquilo que os membros de uma comunidade partilham e, inversamente, uma comunidade científica consiste em pessoas que partilham um paradigma" e define "o estudo dos paradigmas como o que prepara basicamente o estudante para ser membro da comunidade científica na qual atuará mais tarde".
A linguista inglesa Margaret Masterman (1910-1986), no artigo 'The Nature of a Paradigm', fez célebre crítica ao livro de Kuhn, onde aponta no mínimo 21 acepções ao termo 'paradigma'.
Hoisel (1998), autor de um ensaio ficcional que aborda como a ciência haveria de se encontrar em 2008, chama atenção para o aspecto relativo da definição de paradigma, observando que enquanto o termo é relacionado a uma constelação de pressupostos e crenças, escalas de valores, técnicas e conceitos compartilhados pelos membros de uma determinada comunidade científica num determinado momento histórico, é também simultaneamente um conjunto dos procedimentos consagrados, capazes de condenar e excluir indivíduos de suas comunidades de pares. Nos mostra como este pode ser compreendido como um conjunto de "vícios" de pensamento e bloqueios lógico-metafísicos que obrigam os cientistas de uma determinada época a permanecer confinados ao âmbito do que definiram como seu universo de estudo e seu respectivo espectro de conclusões ardentemente admitidas como plausíveis.
Em seu livro Anais de um simpósio imaginário, Hoisel destaca ainda que uma outra consequência da adoção irrestrita de um paradigma é o estabelecimento de formas específicas de questionar a natureza, limitando e condicionando previamente as respostas que esta nos fornecerá, um alerta que já nos foi dado pelo físico Heisenberg quando mostrou que, nos experimentos científicos o que vemos não é a natureza em si, mas a natureza submetida ao nosso modo peculiar de interrogá-la.

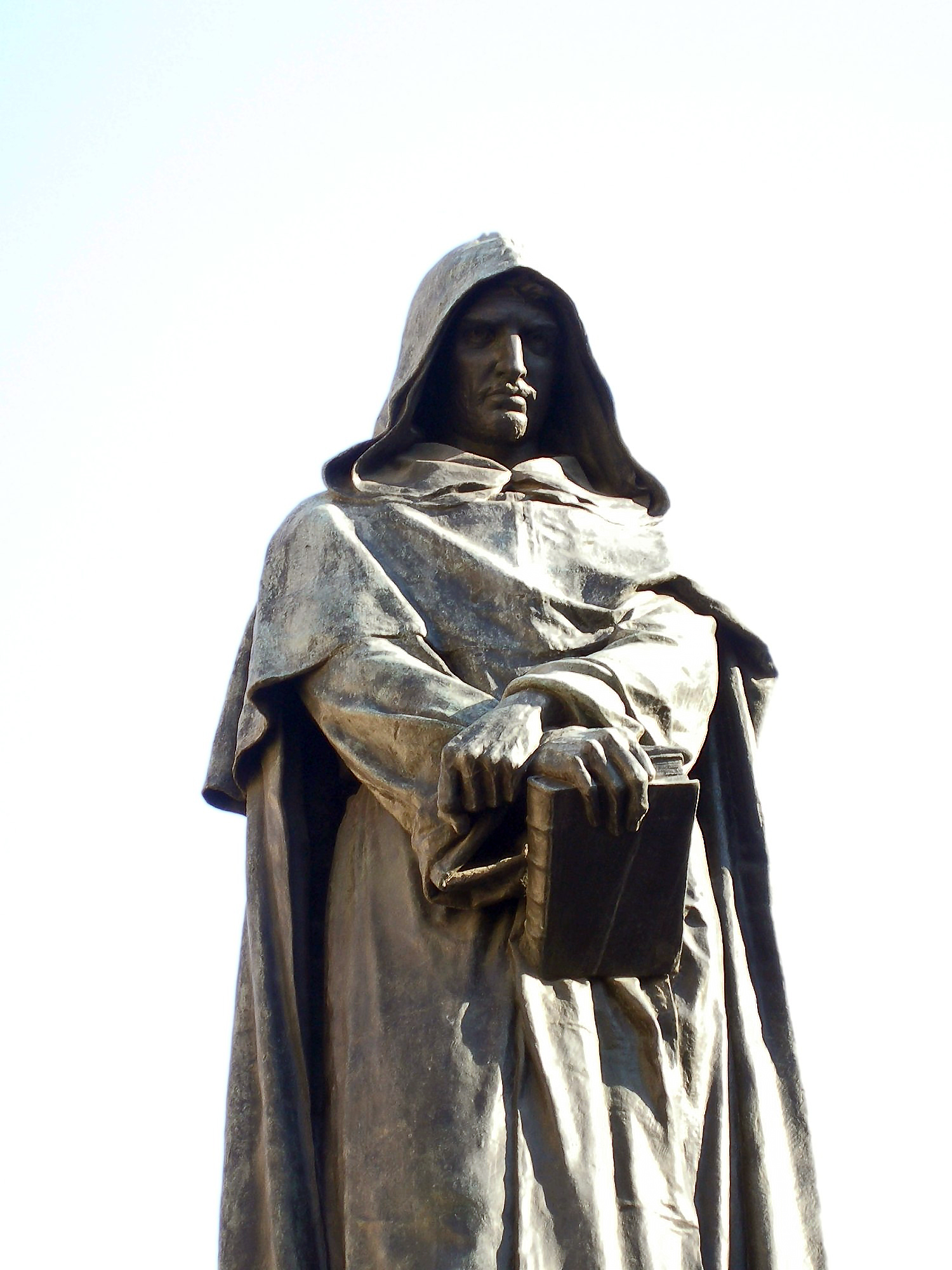
Giordano Bruno (1548–1600) condenado à morte na fogueira pela Inquisição romana por heresia.

O ajuste ou limitação da visão do objeto a um método de pesquisa, pré estabelecido através de tradições universitárias, arquitetura de texto, adequação bibliográfica, etc., é o que está em questão. Tanto Foucault quanto Kuhn assinalam a presença de padrões de descontinuidades na produção de conhecimento de uma área do saber: as revoluções e rupturas epistemológicas.

## A comunidade científica
Segundo Kuhn (1978, p. 60), uma comunidade científica consiste em homens que partilham um paradigma e esta "[...] ao adquirir um paradigma, adquire igualmente um critério para a escolha de problemas que, enquanto o paradigma for aceito, poderemos considerar como dotados de uma solução possível".
Uma investigação atinente à comunidade científica "de uma determinada especialidade, num determinado momento, revela um conjunto de ilustrações recorrentes e quase padronizadas de diferentes teorias nas suas aplicações conceituais, instrumentais e na observação". Tais ilustrações são "os paradigmas da comunidade, revelados nos seus manuais, conferências e exercícios de laboratórios".
Ao longo da história pesquisas e observações são realizadas e muitas vezes como se observa, não se adequam, produzem contradições, ao paradigma vigente e dão origem a um novo. O novo paradigma se forma quando a comunidade científica renuncia simultaneamente à maioria dos livros e artigos que corporificam o antigo, deixando de considerá-los como objeto adequado ao escrutínio científico. A estrutura das revoluções científicas foi descrita por Kuhn em ciclos com os seguintes momentos: ciência normal, anomalias, crise e revolução científica.
Denomina-se interacionismo simbólico a metodologia com que se estuda as distintas comunidades científicas e suas relações sociais ou sócio-históricas. Autores como Thomas Szasz e Erving Goffman por exemplo pesquisaram como o saber psiquiátrico constituiu-se como as relações interpessoais vivenciadas em instituições. A materialidade e o capital investido nas hierarquias das instituições científicas possuem um poder não menos superior à lógica que orienta as pesquisas científicas e referendam os aspectos ideológicos referidos por Karl Marx nas relações desta (a superestrutura) com a infraestrutura econômica que organiza as sociedades.
Essa metodologia das ciências sociais instalou um modo de ser quase paranoico em relação às comunidades de políticos e intelectuais mas não se pode ignorar a fogueira que queimou Giordano Bruno nem os milhões de dólares que se pode adquirir através dos poderosos meios de comunicação de massa difusores das fantasias, feitas pelo comércio e propaganda, que orientam o consumo de bens industriais envolvendo desde o consumo de supérfluos até os produtos e serviços médicos. Constantes denúncias tem sido feitas quanto a manifestações de interesse do capital distorcendo a lógica da produção de medicamentos e oferta de serviços de saúde.
A pergunta que se faz em nossos dias, especialmente no campo da saúde coletiva onde não se lida apenas com a concepção biológica da saúde é, se é possível romper com o positivismo, reducionismo mecanicismo que formaram a medicina cosmopolita sem limitar-se à crenças cientificistas e abrir mão das conquistas tecnológicas dessa ciência? 

## Ciências Humanas
Nas Ciências Humanas, para considerar as formulações propostas por Kuhn em torno do conceito de Paradigma, tal como este autor as desenvolveu em seus trabalhos sobre A Estrutura das Revoluções Científicas, é preciso adaptar estas propostas a campos de conhecimento que, em geral, são multiparadigmáticos. Em campos de saber como a História, dificilmente se pode falar em paradigmas dominantes que se sucedem e que substituem o anterior através de uma ruptura, pois o que ocorre é a convivência de vários paradigmas igualmente legítimos ao mesmo tempo. Podemos dar o exemplo, na História, dos paradigmas Positivista, Historicista e Materialista Histórico, entre outros (BARROS, 2010. p.426-444). Autores como o historiador Jörn Rüsen, neste sentido, tem utilizado o conceito de paradigma também para os estudos de historiografia, mas cuidando de observar as devidas adaptações, já que, em geral, a maior parte dos historiadores reconhece a História como um campo de saber multiparadigmático.

## Filosofia

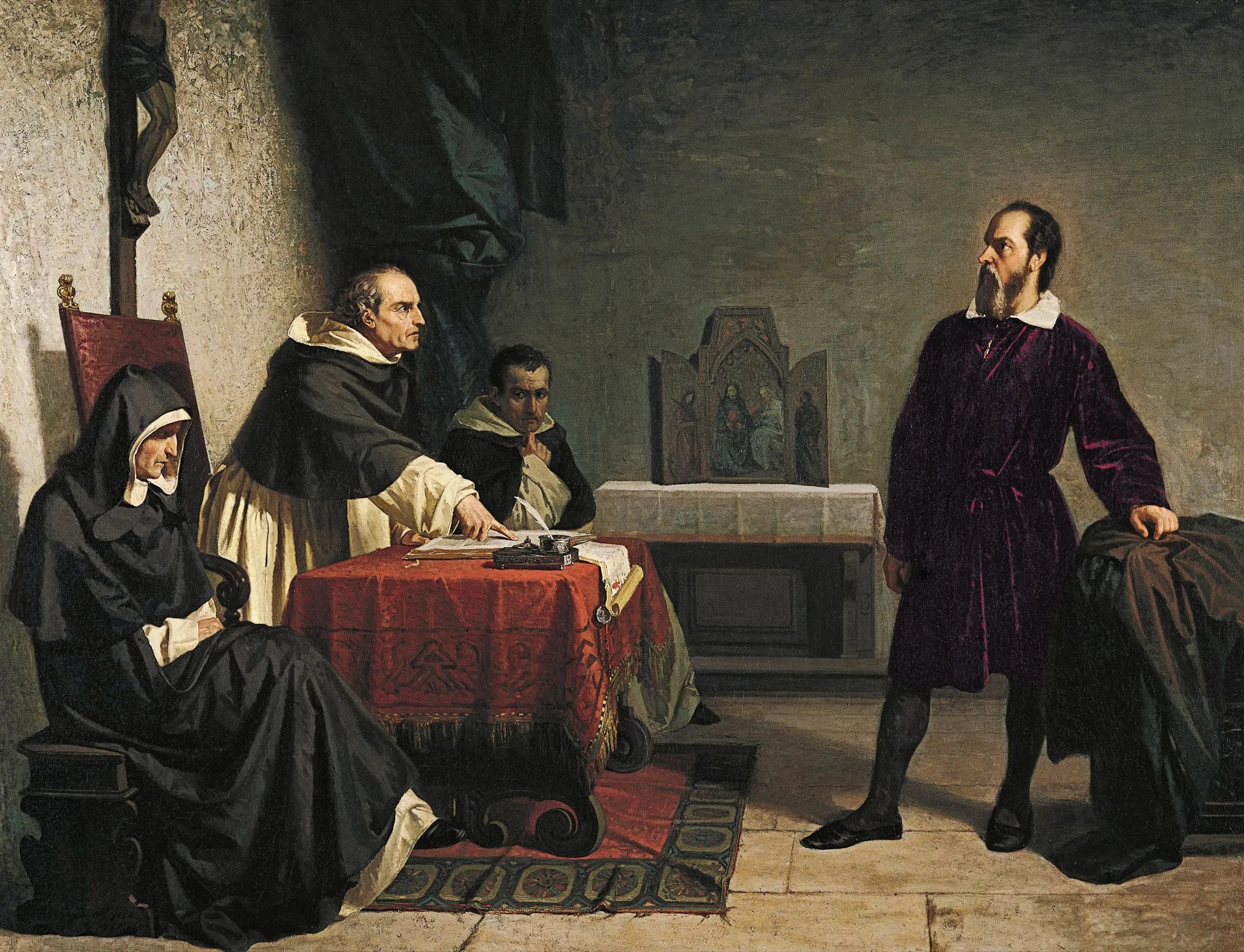
Galileu Galilei (1564 —1642) diante das autoridades do Santo Ofício.

Na Filosofia grega, paradigma era considerado a fluência (fluxo) de um pensamento, pois através de vários pensamentos do mesmo assunto é que se concluía a ideia, seja ela intelectual ou material. Após a realização dessa ideia surgiam outras ideias, até que se chegasse a uma conclusão final ou o seu caminho desde a intuição, à representação sensível até a representação intelectual. Pensar que a ideia inicial, é tanto intelectual como factual, pois não conta com a inspiração e os diversos fluxos de pensamento.
Platão utiliza esse termo no seu diálogo Parmênides, em que as Ideias primordiais são chamadas na narrativa por Sócrates de "paradigmas" (paradeigmata), como modelos eternos que são copiados no mundo sensível:
“São como padrões (παραδείγματα) estabelecidos na natureza e outras coisas assemelham-se a eles e são semelhanças; e essa participação das Formas é, por outras coisas, simplesmente estar modelado nelas." ―Parmênides, 132d
O pensamento por sua vez é um componente da alma. Para Aristóteles as faculdades da alma são: a faculdade nutritiva, a faculdade sensitiva e a faculdade intelectiva. Dessa faculdade intelectiva, somente o homem é dotado, pois somente ele tem a capacidade de conhecer. Aristóteles, quanto a isso, escreve na sua obra Metafísica: "Todos os homens, por natureza, desejam conhecer". Para Aristóteles "há na sensação algo de conhecimento de tal modo que se pode dizer que a apreensão sensível tem algo de intelectual".
Na tradição aristotélico-tomista, distingue-se o "Intelecto ativo" a faculdade cognitiva pela qual as impressões recebidas pelos sentidos se tornam inteligíveis, capazes de ser apropriadas ao intelecto passivo do "intelecto passivo" onde são plenamente conhecidas. Resumindo, paradigmas são referências a serem seguidas e em Platão é clara a ideia de modelo.

## Linguística
Em linguística, como visto, Ferdinand de Saussure define como paradigma (associações paradigmáticas) o conjunto de elementos similares que se associam na memória e que assim formam conjuntos relacionados ao significado (semântico). Distinguindo-se do encadeamento sintagmático de elementos, ou seja, relacionados com o sintagma enquanto rede de significantes (sintático).
Exemplificando, Müller coloca que a dicotomia que levou o nome de Sintagma [versus] Paradigma é facilmente entendida com exemplos, Segundo ela, toda frase, palavras e até signos extralinguísticos, possuem dois eixos: um de seleção e outro de combinação. Na frase "Eu comprei um carro novo", há possibilidades combinatórias claras, tais como "Um carro novo eu comprei" (mudança de ordem das palavras) ou outras, como ao acrescentarmos novos termos à oração. Também há quase inumeráveis possibilidades seletivas, tais como: "eu / ele / tu / João / Dina - comprou / vendeu / roubou / explodiu - um / dois / três / muitos - carros / foguetes / caminhões - novos / velhos / antigos / raros". O eixo de seleção proposto pela relação paradigmática, corresponde às palavras que podem ocupar determinado ponto em uma sentença.